# Nguyên Bùi Thị
Nguyên Bùi Thị (* 2. September 2001) ist eine vietnamesische Hürdenläuferin, die sich auf die 100-Meter-Distanz spezialisiert hat.

## Sportliche Laufbahn
Erste internationale Erfahrungen sammelte Nguyên Bùi Thị im Jahr 2022, als sie bei den Südostasienspielen in Hanoi in 13,51 s die Goldmedaille über 100 m Hürden gewann. Im Jahr darauf gewann sie dann bei den Südostasienspielen in Phnom Penh in 13,52 s die Silbermedaille hinter ihrer Landsfrau Huỳnh Thị Mỹ Tiên.
2021 wurde Nguyên Bùi Thị vietnamesische Meisterin in der 4-mal-100-Meter-Staffel.

## Persönliche Bestleistungen
- 100 m Hürden: 13,46 s (−0,1 m/s), 10. Mai 2023 in Phnom Penh